# 크라쿠프군

마워폴스카주 지도에 표시된 크라쿠프군의 위치

크라쿠프군(폴란드어: powiat krakowski)은 폴란드 마워폴스카주에 위치한 군으로 면적은 1,229.62km2, 인구는 278,219명(2019년 6월 30일 기준)이다. 군청 소재지는 크라쿠프이지만 크라쿠프군에 속하지 않고 별도의 도시군으로 존재한다.
북쪽으로는 미에후프군, 동쪽으로는 프로쇼비체군, 보흐니아군, 남동쪽으로는 비엘리치카군, 남쪽으로는 미실레니체군, 서쪽으로는 바도비체군, 흐샤누프군, 북서쪽으로는 올쿠시군과 접한다. 17개 지방 자치체(5개 도시형 농촌, 12개 농촌)를 관할한다.

군기
군 문장